# Oseberg

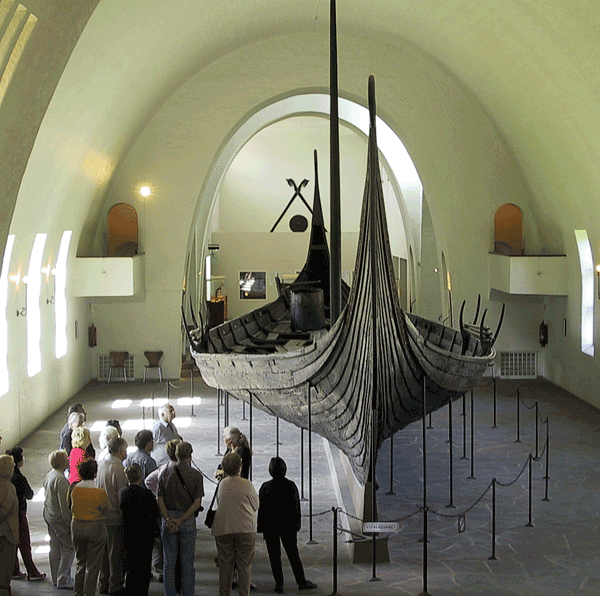
Das Oseberg-Schiff im Museum

Oseberg ist der Fundort eines wikingerzeitlichen Schiffsgrabes im Ort Slagen im Fylke Vestfold. Dort wurde 1904 auf dem Oseberg-Hof, einem Bauernhof am westlichen Ufer des Oslofjords zwischen Tønsberg und Horten in Norwegen, unter einem Grabhügel das sogenannte Oseberg-Schiff.
Auf dem Land des Oseberg-Hofs befand sich ein kleiner unscheinbarer Hügel. Beeindruckt von der großen Aufmerksamkeit, die der Fund des Gokstad-Schiffs im Jahr 1880 national und international erhielt, unternahm der Hofbauer Oskar Rom um 1903 einige Grabungen auf diesem Hügel und zeigte seine Funde dem Archäologen Gabriel Gustafson. Dieser fuhr kurze Zeit darauf selbst zum Fundort und führte erste Untersuchungen im Hügel durch.
Mit dem Ende des Winters 1903/1904 begann Gabriel Gustafson die eigentliche Ausgrabung sowie deren Finanzierung zu organisieren. In den Jahren 1904 und 1905 wurde sodann das Schiffgrab im Hügel von Gustafson und Haakon Shetelig vollständig freigelegt.
Das Oseberg-Schiff gilt als der bisher reichste und wichtigste Grabfund aus der Wikingerzeit.

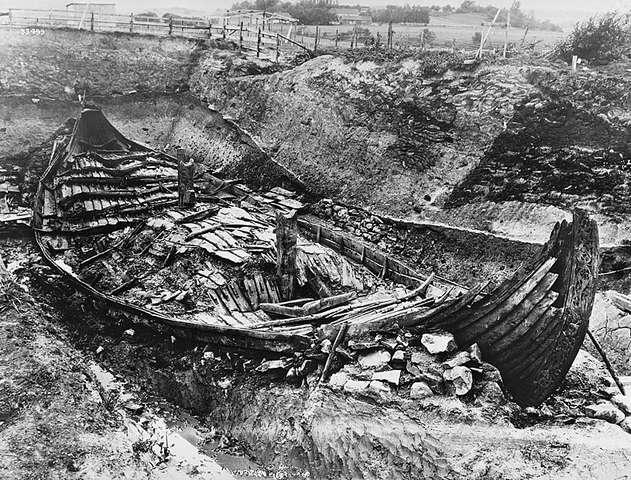
Der Schiffsgrabfund in Oseberg
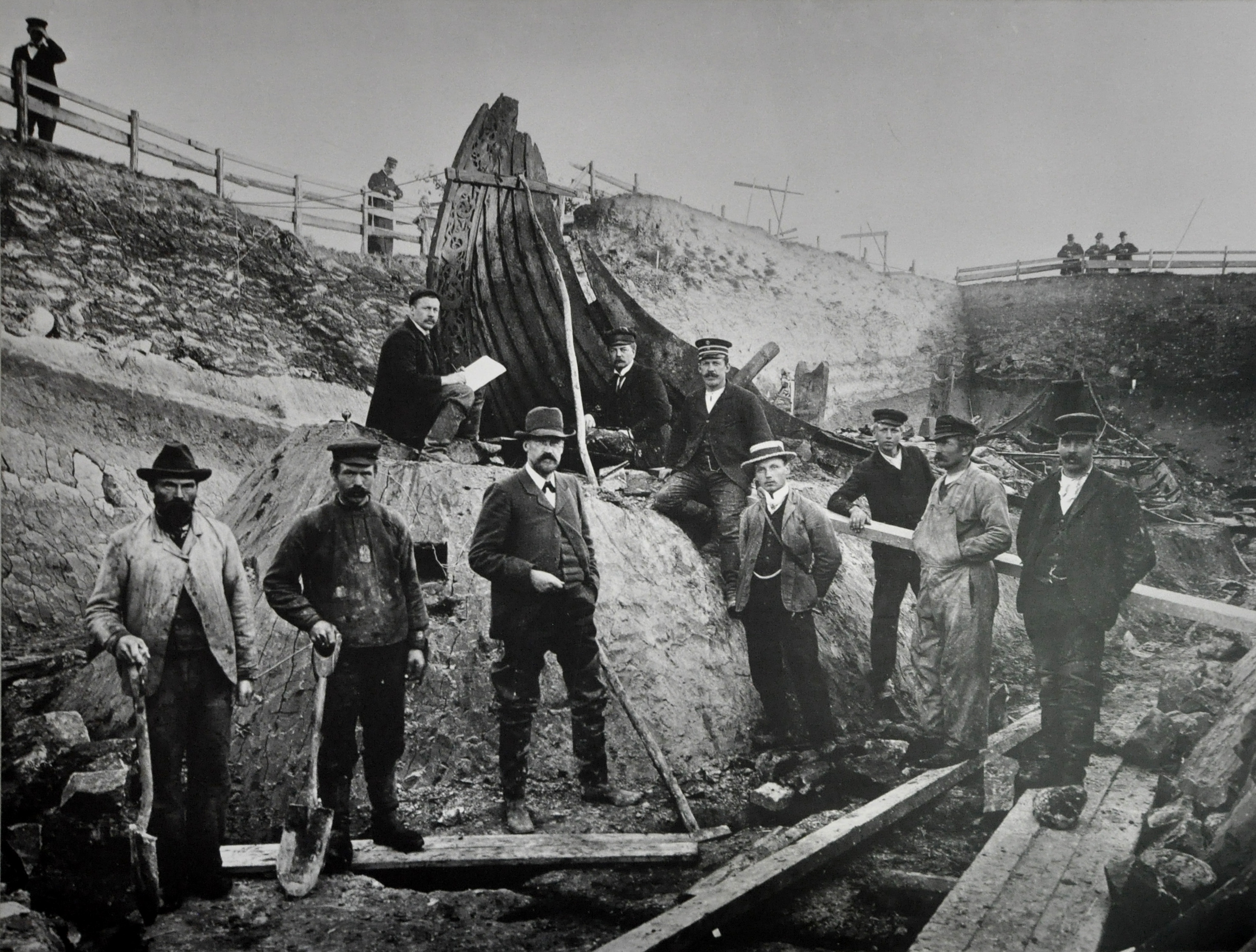
Ausgrabung des Schiffsgrabes in Oseberg